# Sassello
Sassello (im Ligurischen: Sascê, im Piemontesischen: Sassèl) ist eine italienische Gemeinde mit 1687 Einwohnern (Stand 31. Dezember 2023) in der Region Ligurien. Politisch gehört sie zu der Provinz Savona.

## Geographie
Sassello liegt an der Regionalgrenze zwischen Ligurien und Piemont, im nördlichen Abschnitt des Ligurischen Apennins. Die Gemeinde gehört zu der Comunità Montana del Giovo sowie zu dem Naturpark Beigua und ist circa 27 Kilometer von Savona und ungefähr 63 Kilometer von Genua entfernt.
Sassello verfügt über einen kleinen, erwähnenswerten, historischen Ortskern, der 2007 mit der Bandiera Arancione ausgezeichnet wurde. Er ist ein beliebtes Ausflugsziel im genuesischen und savonischen Hinterland.
Nach der italienischen Klassifizierung bezüglich seismischer Aktivität wurde Sassello der Zone 4 zugeordnet. Das bedeutet, dass sich die Gemeinde in einer seismisch inerten Zone befindet.

## Klima
Im Sommer liegt die Durchschnittstemperatur bei +20,1 °C (Juli); der Winter zeichnet sich durch starke Schwankungen zwischen Tages- und Nachttemperatur aus. Bei einer mittleren Temperatur von +1,4 °C im Januar kommt es bei milden Tagestemperaturen nachts zu strengem Frost.
Die Gemeinde wird unter Klimakategorie E klassifiziert, da die Gradtagzahl einen Wert von 2352 besitzt. Das heißt, die in Italien gesetzlich geregelte Heizperiode liegt zwischen dem 15. Oktober und dem 15. April für jeweils 14 Stunden pro Tag.

## Gemeindepartnerschaften
Sassello unterhält zu folgenden Gemeinden einer Partnerschaft:
- Alquerías del Niño Perdido, Spanien, seit 2002

## Söhne und Töchter des Ortes
- Chiara Luce Badano (1971–1990), Selige der Katholischen Kirche